# Шипицынский сельсовет (Венгеровский район)
Шипицынский сельсовет — сельское поселение в Венгеровском районе Новосибирской области Российской Федерации.
Административный центр — село Шипицыно.

## История
Статус и границы сельского поселения установлены Законом Новосибирской области от 2 июня 2004 года № 200-ОЗ «О статусе и границах муниципальных образований Новосибирской области»

## Население
| 2002 | 2010 | 2012 | 2013 | 2014 | 2015 | 2016 |
| ---- | ---- | ---- | ---- | ---- | ---- | ---- |
| 851  | ↘507 | ↘484 | ↘453 | ↘430 | ↘407 | ↘384 |
| 2017 | 2018 | 2019 | 2020 | 2021 |      |      |
| ↘372 | ↘361 | ↘342 | ↘325 | ↘315 |      |      |

## Состав сельского поселения
| № | Населённый пункт | Тип населённого пункта       | Население |
| - | ---------------- | ---------------------------- | --------- |
| 1 | Тимофеевка       | деревня                      | ↘102      |
| 2 | Шипицыно         | село, административный центр | ↘405      |